# Louis Wilhelm Vopel
Louis Wilhelm Vopel (* 7. Oktober 1838 in Bernburg, heute Sachsen-Anhalt; † 17. Dezember 1899 in Groningen, heute Niederlande) war Pelzhändler und Mitglied des deutschen Reichstags.

## Leben
Vopel besuchte das Herzögliche Carls-Gymnasium in Bernburg. Er unternahm umfangreiche Reisen in England, Frankreich und Nordamerika. Weiter war er Stadtrat von Chemnitz, Mitglied der Handels- und Gewerbekammer Chemnitz und Vorsitzender des Handwerkervereins. Vopel war als Pelzwarenhändler an seinem Wohnort Chemnitz tätig und besaß das Rittergut Herrendorf in der Neumark.
Zwischen 1878 und 1881 war er Mitglied des Deutschen Reichstages für die Nationalliberale Partei und den Wahlkreis Sachsen 16 (Chemnitz).